# Llanos (Lajas)
Llanos es un barrio situado en el municipio de Lajas, Puerto Rico. Según el censo de 2020, tiene una población de 642 habitantes.

## Geografía
Está ubicado en las coordenadas 17°59′56″N 67°5′48″O / 17.99889, -67.09667. Según la Oficina del Censo, tiene una superficie de 23.4 km², de los cuales 20.7 km² corresponden a tierra firme y 2.7 km² están cubiertos de agua.

## Demografía
Según el censo de 2020, hay 642 personas residiendo en la zona. La densidad de población es de 31.0 hab./km². El 16.04% de los habitantes eran blancos, el 4.83% eran afroamericanos, el 0.62% eran amerindios, el 0.16% era asiático, el 16.98% eran de otras razas y el 61.37% eran de una mezcla de razas. Del total de la población, el 99.38% eran hispanos o latinos de cualquier raza.